# Silva Ramos
José Júlio da Silva Ramos (Recife, 6 de março de 1853 — Rio de Janeiro, 16 de dezembro de 1930) foi um professor, filólogo e poeta brasileiro, membro fundador da Academia Brasileira de Letras.

## Vida
Passou grande parte da infância em Portugal, educado pelas tias maternas. Depois de um breve retorno ao Brasil, voltou para Portugal, estabelecendo-se em Coimbra, em cuja universidade se matriculou em 1872, concluindo o curso de Direito cinco anos depois.
Conviveu com os grandes escritores portugueses da época, incluindo entre eles os poetas João de Deus e Guerra Junqueiro. Quando estudante universitário publicou um livro de versos ao qual deu o nome de Adejos (Coimbra, 1871).
Quando de seu regresso definitivo para o Brasil, lecionou em vários colégios. Ensinou português e, na mesma época, colaborou em alguns periódicos, destacando-se entre eles A Semana, dirigida por Valentim Magalhães, na cidade do Rio de Janeiro.
Seu filho Flávio Ramos tornou-se uma figura histórica por fundar o Botafogo Football Club mais tarde Botafogo de Futebol e Regatas, além de ser o primeiro goleiro e goleador de sua história.

## Obras
- Pela vida afora, Rio de Janeiro, 1922
- Centenário de João de Deus, 1930
- A reforma ortográfica, 1926.

## Academia Brasileira de Letras
Fez parte do grupo que fundou a Academia Brasileira de Letras, tendo escolhido para patrono de sua cadeira o poeta português Tomás Antônio Gonzaga. Fez parte da diretoria, na qualidade de 2º secretário, assinando os primeiros estatutos da academia, para cuja presidência chegaria a ser eleito em 22 de dezembro de 1927, recusando, contudo, a indicação.